# Kanton Narbonne-3
Der Kanton Narbonne-3 ist ein französischer Wahlkreis im Département Aude in der Region Okzitanien. Er umfasst einen Teilbereich der Gemeinde Narbonne im Arrondissement Narbonne. Bei der landesweiten Neuordnung der französischen Kantone wurde er 2015 neu geschaffen.

## Gemeinden
Der Kanton besteht aus dem nordöstlichen Teil der Stadt Narbonne.

## Politik
| Vertreter im Departementrat | Vertreter im Departementrat       | Vertreter im Departementrat |
| Amtszeit                    | Namen                             | Partei                      |
| --------------------------- | --------------------------------- | --------------------------- |
| 2015–                       | Patrick François Hélène Sandragné | PS                          |